# Payr-Zeichen (Angiologie)
Das Payr-Zeichen ist ein klinisches Zeichen einer tiefen Beinvenenthrombose. Es ist nach dem Arzt Erwin Payr (1871–1946) benannt.

## Durchführung und Bewertung
Der Untersucher drückt mit den Fingern auf die Fußsohle des betroffenen Beines. Ein plantarer Druckschmerz, insbesondere bei medio-plantaren Druck, kann Ausdruck einer tiefen Beinvenenthrombose sein.
Wie bei anderen klinischen Tests einer tiefen Beinvenenthrombose ist die Spezifität des Payr-Zeichens hoch, die Sensitivität jedoch gering. Bei Verdacht auf Vorliegen einer Beinvenenthrombose wird diese mit einer farbkodierten Dopplersonografie nachgewiesen oder ausgeschlossen.
Andere klinische Zeichen einer tiefen Beinvenenthrombose sind das Meyer-Zeichen und das Homans-Zeichen.